# Arcanum divinae sapientiae
Arcanum divinae (sapientiae) (ADS) ist eine Enzyklika, die Papst Leo XIII. am 10. Februar 1880 infolge des Kulturkampfes veröffentlichte. Sie trägt den Untertitel „Über die christliche Ehe“. Der Titel bezieht sich auf die ersten Worte der Enzyklika, die mit Arcanum divinae sapientiae consilium („Das Geheimnis der göttlichen Weisheit“) beginnt. ADS ist in Acta Sanctae Sedis, Nr. 12 (1879), S. 385–402 zu finden. Die als Mahnschreiben formulierte Enzyklika ist adressiert „an die Patriarchen, Primaten, Erzbischöfe, Bischöfe der katholischen Welt, welche in Frieden und Gemeinschaft mit dem Apostolischen Stuhle stehen“ und trägt den Untertitel „über die unauflösliche Ehe; ein Segen für die staatliche Gemeinschaft“.

## Gliederung und Inhalt
ADS ist im lateinischen Original, wie auch in der offiziellen italienischen und französischen Übersetzung nicht weiter gegliedert. An den Abschnitten und sinngemäß ist eine Gliederung erkennbar.  In der offiziellen englischen Übersetzung trägt sie 45 Rdnrn. In der offiziellen spanischen und ungarischen Übersetzung gibt es eine Gliederung mit Nummern und Überschriften, die hier vorgestellt werden soll, da sie dem Inhalt angemessen Rechnung trägt.
1. Einleitung
Die Einleitung referiert über die Stellung der Kirche und ihren Auftrag in der Welt.
2. Die Geschichte der Ehe
Die Geschichte wird aufgezeigt, ausgehend vom Zustand im Paradies, die Entwicklung in Juden- und Heidentum hin zur Ehe im Christentum. Sie wird anhand der „Lehre Christi und der Apostel“ beschrieben. Es folgt die kirchliche Ehelehre mit den Ehezielen und Wesenseigenschaften und die Begründung, warum die Ehegesetzgebung Aufgabe der Kirche ist.
3. Der Kampf um die Ehegesetzgebung
Darin wird auf den Kulturkampf und die zivile Ehegesetzgebung Bezug genommen, die als „Feind“ bezeichnet werden. Es wird eingegangen auf die Probleme, die mit der zivilen Eheschließung einhergehen und die Ehescheidung, die von den Staaten legitimiert wird. Ausdrücklich geht der Text noch einmal auf die Wesenseigenschaften der Ehe ein, besonders auf die Unauflöslichkeit.
4. Ermahnung an die Bischöfe
Das letzte Kapitel fordert die Bischöfe auf, auf die Einhaltung der katholischen Form zu achten und die „wilden Ehen“ in Ordnung zu bringen. Außerdem sollen sie sich gegen Ehescheidung wenden und sich um die Vorbereitung der Ehen sorgen.
Das Schreiben schließt mit dem Gebet um die Gnade Gottes und dem Apostolischen Segen.

## Die katholische Ehelehre
Den Papst drängte es, die Institution der Ehe, die ein „göttliches Geheimnis“ ist, gegen eine zunehmende Säkularisierung und Omnipotenz des Staates zu verteidigen. Der Staat begann nämlich massiv, gegen die alleinige Zuständigkeit der Kirche in Ehefragen anzukämpfen und wollte die Ziviltrauung als allein wichtig und notwendig herausstellen. Dagegen verwahrte sich der Papst. Die Ehe als Sakrament unterstehe allein kirchlicher Vollmacht, und Ehe als Vertrag sei vom Sakrament nicht zu trennen. Um die Institution der Ehe also ging es und um das zu verteidigende Recht der Kirche, nicht so sehr um Fragen ehelicher Partnerschaft.

## Das Sakrament der Ehe
So heißt es dann auch in seiner Enzyklika, dass die Ehe deshalb ein Sakrament sei, weil sie ein heiliges Zeichen sei, welches die Gnade bewirkt und gleichnishaft sei. Dieses Gleichnis und dieser Hinweis aber werde durch jenes Band der innigsten Vereinigung ausgedrückt, das Mann und Frau miteinander verbindet und das nichts anderes als eben die Ehe sei. Daraus ergebe sich, dass jede rechtmäßige Ehe unter Christen in sich und aus sich ein Sakrament sei.

## Weitere Lehraussagen zur Ehe
Das kirchliche Lehramt legt immer Wert darauf, die Kontinuität der Lehraussagen zu Ehe und Gesellschaft nachzuweisen. Bis zum Zweiten Vatikanischen Konzil wurden dafür besonders die Aussagen der Päpste Leo XIII. (wie mit dieser Enzyklika) und seinen Nachfolgern herangezogen.
Das Zweite Vatikanische Konzil fasste seine Beratungsergebnisse – auch aufbauend auf dieser Enzyklika – über „Die Familie: Lebenszelle der Gesellschaft“ in Gaudium et Spes zusammen, und zum 50. Jahrestag von Arcanum divinae sapientiae schrieb Pius XI. am 31. Dezember 1930 die Enzyklika Casti connubii. Später folgte von Papst Paul VI. die Enzyklika Humanae Vitae und von Papst Johannes Paul II. das Apostolische Schreiben Familiaris consortio.